# Marcel Rochas
Marcel Louis Jules Rochas (Parigi, 24 febbraio 1902 – Parigi, 14 marzo 1955) è stato uno stilista e profumiere francese, fondatore della maison Rochas.

## Biografia
Marcel Rochas ha creato la propria casa di moda nel 1925 presso Place Beauvau, a Parigi, e subito dopo la fine della seconda guerra mondiale, nel 1944, ha fondato Parfums Rochas in collaborazione con Albert Gosset. Rochas riuscì a farsi una reputazione internazionale vestendo alcune dive di Hollywood nel periodo tra le due guerre.
Nel 1931 trasferì la sua casa di moda al numero 12 della Avenue Matignon. La casa di moda verrà chiusa nel 1953. Marcel Rochas morì due anni dopo nel 1955 all'età di 53 anni. La casa di profumi Rochas invece viene trasferita al suo antico palazzo di rue François-Ier, che continua ad esistere sotto la presidenza di Hélène Rochas, la donna che lo stilista aveva sposato nel 1944, in terze nozze.

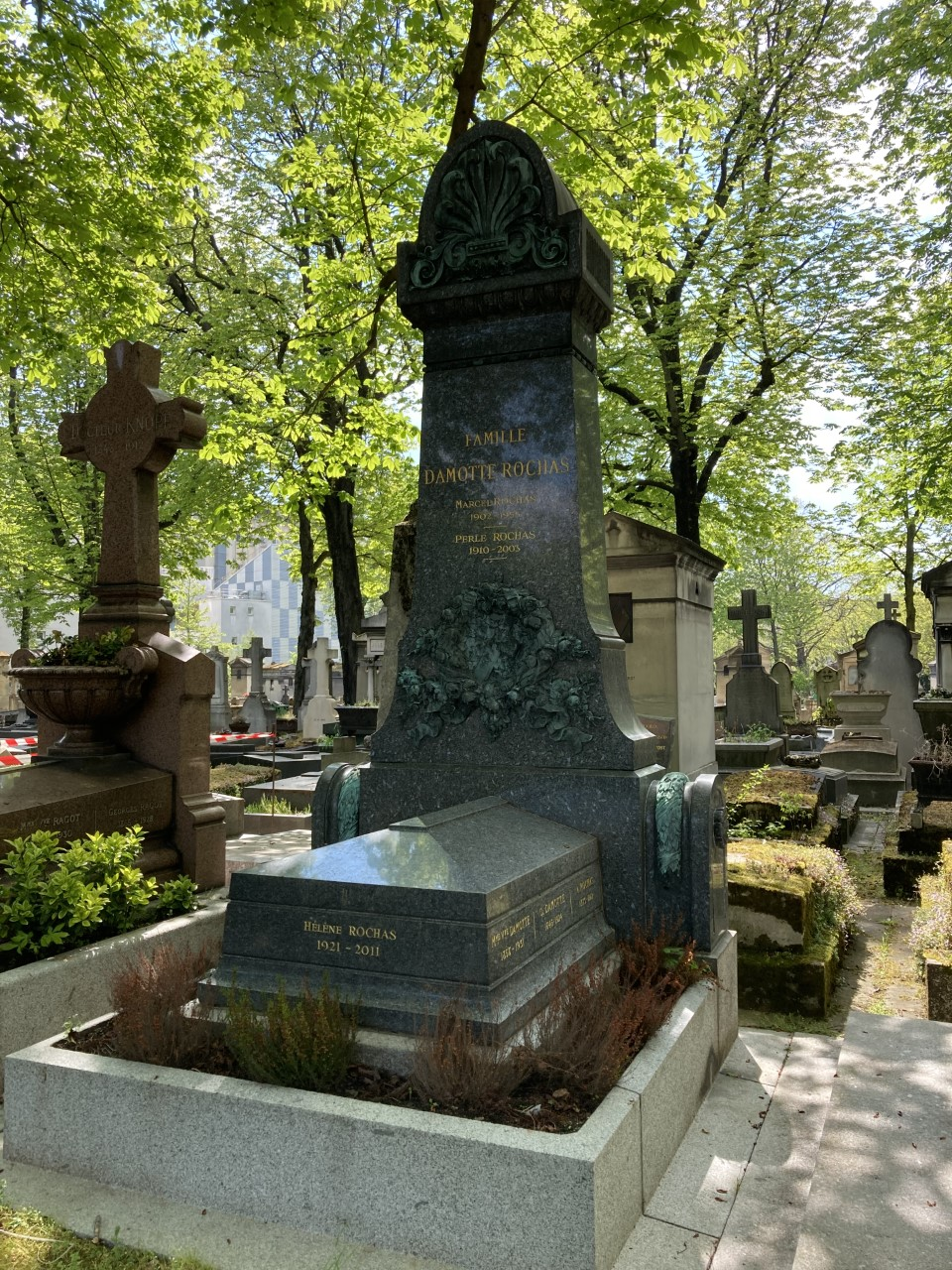
Tomba nel cimitero dei Batignolles.

Marcel Rochas è l'inventore della guêpière ed ha creato i costumi di diversi film francesi, tra cui Falbalas (1945, regia di Jacques Becker) e Seul dans la nuit (1945, regia di Christian Stengel). Ha creato inoltre molti profumi ancora oggi in commercio come Femme e Eau de Rochas.
La casa che porta il suo nome, Rochas, ora appartiene al gruppo Procter & Gamble.